# Stefan Wirth (Musiker)
Stefan Wirth (* 27. April 1975 in Zürich) ist ein Schweizer Pianist, Komponist, Arrangeur und Dozent.

## Leben und Wirken
Stefan Wirth studierte Klavier bei Hadassa Schwimmer und Irwin Gage am Konservatorium Zürich, bei Stephen Drury am New England Conservatory in Boston und bei Leonard Hokanson an der Indiana University Bloomington. Er nahm außerdem 1999 an den Sommerkursen in Tanglewood bei George Benjamin teil. Studien der Komposition absolvierte er bei Michael Gandolfi und P. Q. Phan in den USA sowie bei Oliver Knussen und Colin Matthews an der Britten-Pears-School in Aldeburgh.
Als Solist arbeitete er mehrfach mit Heinz Holliger zusammen, spielte zum Beispiel mit dem Orchestra della Svizzera Italiana und trat unter anderem beim Warschauer Herbst auf sowie kammermusikalisch gemeinsam mit der Geigerin Deborah Marchetti in der Londoner Wigmore Hall. Als festes Ensemblemitglied spielt er im Collegium Novum Zürich,  im Ensemble Contrechamps in Genf sowie in sich aus vier Pianisten zusammensetzenden Gershwin Piano Quartet, mit dem er unter anderem beim Klavier-Festival Ruhr, beim Rheingau Musik Festival, beim Schleswig-Holstein Musik Festival, beim Gstaad Menuhin Festival, beim Musikfestival Menton sowie in São Paulo konzertierte.
Kompositionsaufträge erhielt Wirth vom Münchener Kammerorchester, vom Lucerne Festival, von der Ruhrtriennale, vom Westdeutschen Rundfunk für die Wittener Tage für neue Kammermusik, vom Collegium Novum Zürich sowie verschiedenen Kammermusik-Ensembles. Im Rahmen der Münchner Opernfestspiele kam 2015 das Projekt Francesca da Rimini mit Kompositionen von Wirth zur Uraufführung.
Im Jahre 2022 wurde seine Oper Girl with a Pearl Earring nach dem gleichnamigen Roman von Tracy Chevalier und einem Libretto von Philip Littell am Opernhaus Zürich uraufgeführt. Im gleichen Jahr wurde dieses Werk in der Kritikerumfrage der Zeitschrift Opernwelt als „Uraufführung des Jahres“ ausgezeichnet.
Seit 2019 unterrichtet Wirth als Dozent für klassisches Klavier und Interpretation im Bereich Zeitgenössische Musik an der Hochschule Luzern.